# Caspar Lee
Caspar Richard Lee (* 24. dubna 1994, Londýn, Anglie) je jihoafrický vloger a herec. Filmovou dráhu zahájil rolí ve filmu Spud 3: Learning To Fly (2014). Casparův hlavní YouTube kanál odebírá přes 6,1 milionu uživatelů a má již přes 500 milionů zhlédnutí; na druhém kanále jsou to 1,8 miliony odběratelů a bezmála 80 milionů zhlédnutí (květen 2016).

## Život
Caspar se narodil v Londýně, ale většinu života strávil v jihoafrické Knysně. Jeho sestra a zároveň jediný sourozenec Theodora je, stejně jako Caspar, aktivní vloggerkou. V roce 2014 se z Jihoafrické republiky přestěhoval do Londýna.

## Kariéra
Svůj youtubový kanál Lee založil v roce 2012 a k červnu 2015 má již více než 4,5 milionu odběratelů a přes 300 milionů zhlédnutí.
Filmovou dráhu zahájil rolí ve filmu Spud 3: Learning To Fly (2014) po boku kolegy z vloggerské branže a zpěváka původem rovněž z Jižní Afriky Troye Sivana či britského herce Johna Cleese. V roce 2015 v Los Angeles natáčí svůj druhý film, Laid in America.

## Herecká filmografie
- Spud 3: Learning To Fly (2014)
- Laid in America (2015)
- Joe and Caspar Hit the Road (2015)
- Joe and Caspar Hit the Road USA (2016)